# Muzeum Regionalne w Bełchatowie
Muzeum Regionalne w Bełchatowie – muzeum położone w Bełchatowie. Placówka jest miejską jednostką organizacyjną, a jej siedzibą jest XVIII wieczny Dwór Olszewskich.
Muzeum zostało powołane do życia uchwałą bełchatowskiej Rady Miejskiej w 1994 roku. Jego powstanie było efektem działalności powołanego rok wcześniej Społecznego Komitetu Założycielskiego Muzeum Regionalnego. Natomiast działalność rozpoczęło w 1995 roku.
W placówce prezentowana jest wystawa stała pt. „Wnętrza dworskie z przełomu XIX i XX wieku”. Obejmuje ona część pomieszczeń dworskich, wraz z Salą Koncertową, Salonem Owalnym i Pokojem Kominkowym. Prezentowane eksponaty (meble, sprzęty) nie stanowią jednak oryginalnego wyposażenia budynku, które w przeciągu lat zostało zniszczone lub rozproszone. Natomiast na piętrze budynku znajduje się ekspozycja „Salonik Tradycji Niepodległościowych”, w który prezentowana jest m.in. kopia obrazu Jana Matejki pt. „Kościuszko pod Racławicami” oraz kolekcja broni białej i palnej.

Ponadto w placówce organizowane są wystawy czasowe oraz funkcjonuje biblioteka i archiwum.
Muzeum jest obiektem całorocznym, czynnym z wyjątkiem poniedziałków i sobót. Wstęp w dni robocze jest płatny, w niedzielę zaś – wolny.